# El Rincón, Zimapán
El Rincón är en ort i Mexiko.   Den ligger i kommunen Zimapán och delstaten Hidalgo, i den sydöstra delen av landet, 150 km norr om huvudstaden Mexico City. El Rincón ligger 1 956 meter över havet och antalet invånare är 132.
Terrängen runt El Rincón är kuperad åt sydost, men åt nordväst är den bergig. Runt El Rincón är det ganska glesbefolkat, med 39 invånare per kvadratkilometer. Närmaste större samhälle är Zimapan, 3,9 km söder om El Rincón. Trakten runt El Rincón består i huvudsak av gräsmarker.